# Costantino di Gap
Costantino (... – Gap, V o VI secolo) è stato vescovo di Gap nel V o VI secolo, venerato come santo dalla Chiesa cattolica.
Costantino è menzionato nel Martirologio geronimiano alla data del 12 aprile con queste parole: In civitate Vuappingo depositio Constantini episcopi - «Nella città di Gap deposizione del vescovo Costantino». La stessa indicazione è riportata nel martirologio romano alla medesima data: A Gap in Provenza, in Francia, san Costantino, vescovo.
Benché la sua memoria sia antichissima, è incerta l'epoca in cui questo vescovo è vissuto. Gli studi in materia infatti non sono unanimi, poiché tendono ad identificarlo con due vescovi diversi, vissuti ad un secolo di distanza l'uno dall'altro: il primo verso la metà del V secolo, e il secondo nelle prime decadi del VI secolo. Le fonti inoltre riportano varianti diverse per lo stesso nome (Costantino, Costante, Costanzo o Costanziano), cosa che complica ulteriormente la questione.
Gli autori della Gallia christiana, della Gallia christiana novissima e de La France pontificale identificano il santo di Gap con il vescovo Costantino, Costanzo o Costanziano documentato in tre occasioni, ma senza l'indicazione della sede di appartenenza: al concilio di Riez del 439 e in due lettere di Leone Magno del 449 e del 450. A queste tre circostanze, Gallia christiana e La France pontificale aggiungevano anche il concilio di Orange del 441 e quello di Vaison del 442, ricorrenze che in seguito vennero eliminate poiché, dopo la scoperta degli atti conciliari, si constatò che il vescovo che prese parte a quei concili era Costanziano di Carpentras e non di Gap.
Gli autori degli Acta Sanctorum, della Bibliotheca Sanctorum e Louis Duchesne ritengono che tutte le fonti sopra citate si riferiscono al vescovo di Carpentras, e non ad un inesistente vescovo di Gap.  Essi invece identificano il santo del Martirologio geronimiano con un vescovo Costanzo o Costantino documentato in diverse occasioni nella prima metà del VI secolo, per la sua partecipazione ai concili di Epaon nel 517, Arles nel 524, Carpentras nel 527 e Orange nel 529.